# Campionat d'Espanya d'enduro 1981
La temporada de 1981 del Campionat d'Espanya d'enduro fou la 2a edició d'aquest campionat, organitzat per la Reial Federació Motociclista Espanyola. El calendari oficial constava de 7 proves puntuables.

## Classificació final
Font:

### 75cc
| Posició | Pilot                | Motocicleta | Punts |
| ------- | -------------------- | ----------- | ----- |
| 1       | Jordi Monjonell      | Puch        | 123   |
| 2       | Josep Vila           | Fantic      | 114   |
| 3       | Josep Maria Pibernat | SWM         | 112   |
| 4       | Andreu González      | ?           | 97    |
| 5       | Ramon Burés          | Rieju       | 95    |
| 6       | Josep Puig           | Rieju       | 60    |
| 7       | José Luis López      | Rieju       | 40    |
| 8       | David Fillat         | Puch        | 38    |
| 9       | Francisco Alonso     | Puch        | 33    |
| 10      | Jordi Piferrer       | ?           | 17    |

### 125cc
| Posició | Pilot            | Motocicleta | Punts |
| ------- | ---------------- | ----------- | ----- |
| 1       | Josep Piella     | SWM         | 162   |
| 2       | Ton Marsinyach   | KTM         | 134   |
| 3       | Joan Canamasas   | SWM         | 117   |
| 4       | Josep Vilaró     | KTM         | 111   |
| 5       | Joan Riudalbàs   | Fantic      | 101   |
| 6       | Miquel Vilella   | KTM         | 61    |
| 6       | Xavier Font      | Fantic      | 61    |
| 8       | Jordi Soler      | ?           | 41    |
| 9       | Daniel Llobet    | SWM         | 30    |
| 10      | Bartomeu Quesada | ?           | 6     |

### Superior a 125cc
| Posició | Pilot                      | Motocicleta | Punts |
| ------- | -------------------------- | ----------- | ----- |
| 1       | Carles Mas                 | Montesa     | 150   |
| 2       | Guillermo Moreno de Carlos | Maico       | 148   |
| 3       | Ferran Gil                 | SWM         | 130   |
| 4       | Josep Pujol                | Maico       | 69    |
| 5       | Jordi de Marimon           | SWM         | 60    |
| 6       | Ramon Estany               | ?           | 39    |
| 7       | Narcís Roca                | ?           | 29    |
| 8       | Carlos Tertre              | Maico       | 23    |
| 9       | Enrique del Rey            | Maico       | 22    |
| 9       | Toni Arcarons              | Montesa     | 22    |
| 11      | Esteve Soler               | Montesa     | 16    |